# 杉久武
杉 久武（すぎ ひさたけ、1976年1月4日 - ）は、日本の政治家、税理士、公認会計士。米国公認会計士。行政書士。公明党所属の参議院議員（3期）。
財務大臣政務官（第3次安倍第2次改造内閣）、参議院法務委員長、同災害対策特別委員長、公明党参議院政策審議会副会長、同参議院国会対策委員会筆頭副委員長などを歴任。

## 来歴
関西創価小学校、関西創価中学校・高等学校を経て、1998年3月に創価大学経営学部を卒業。同年4月、中央監査法人（後のみすず監査法人）に入所。東京事務所国際部や大阪事務所を経て、プライスウォーターハウスクーパースの米国オハイオ州コロンバス事務所にて勤務。2007年7月、あらた監査法人に入所。東京事務所勤務を経て、2012年10月に退職した。
2013年7月21日執行の第23回参議院議員通常選挙に大阪府選挙区から公明党公認で立候補し、3位で初当選を果たした。
2016年8月5日、第3次安倍第2次改造内閣で、財務大臣政務官に就任。公明党内では大阪未来プロジェクト事務局長、青年委員会副委員長、関西青年会議副議長を兼務する。
2019年7月21日執行の第25回参議院議員通常選挙に大阪府選挙区から公明党公認で立候補し、2位で再選される。同年10月4日召集の第200回臨時国会で参議院災害対策特別委員長に就任した。
2024年6月28日、翌年7月の第27回参議院議員通常選挙に大阪府選挙区から公明党公認で立候補することが発表され、2025年7月20日の投開票の結果、4位で3選。

## 政策
2013参院選に伴い毎日新聞が行った候補者アンケートや2019年の朝日新聞のアンケートによると
- 選択的夫婦別姓導入に「どちらかと言えば賛成」[7]。
- 憲法改正に賛成だが、9条改正は反対[8]。
- 集団的自衛権の行使に反対[8]。
- 原発は当面必要だが将来的に廃止すべきであるとし、海外への原発輸出には反対している[8]。
- 日本の核武装について、将来にわたって見直すべきでない[8]。
- 村山談話・河野談話を見直すべきでない[8]。

## 資格
- 公認会計士（1997年10月に第2次試験に合格、2002年4月登録）
- 米国公認会計士（2009年5月に合格、2010年8月から2019年6月までデラウェア州で登録）
- 税理士（2013年2月登録）
- 行政書士（2024年12月登録）

## 現在の役職

### 参議院
- 財政金融委員会理事
- 決算委員会委員
- 東日本大震災復興特別委員会委員

### 公明党
- 青年委員長
- 税制調査会事務局長

## 選挙歴
| 当落 | 選挙                     | 執行日         | 年齢 | 選挙区       | 政党   | 得票数     | 得票率 | 定数 | 得票順位 /候補者数 | 政党内比例順位 /政党当選者数 |
| ---- | ------------------------ | -------------- | ---- | ------------ | ------ | ---------- | ------ | ---- | ------------------ | ---------------------------- |
| 当   | 第23回参議院議員通常選挙 | 2013年07月21日 | 37   | 大阪府選挙区 | 公明党 | 69万7219票 | 19.02% | 4    | 3/11               | /                            |
| 当   | 第25回参議院議員通常選挙 | 2019年07月21日 | 43   | 大阪府選挙区 | 公明党 | 59万1664票 | 16.93% | 4    | 3/12               | /                            |
| 当   | 第27回参議院議員通常選挙 | 2025年07月20日 | 49   | 大阪府選挙区 | 公明党 | 50万4163票 | 11.97% | 4    | 4/19               | /                            |